# Horace Herring

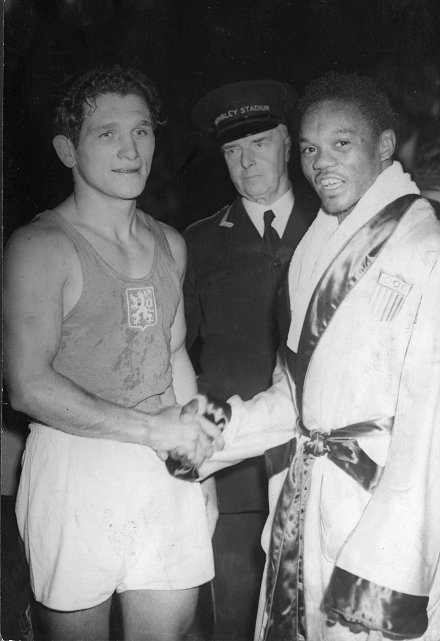

Horace "Hank" Herring, född 19 juni 1922 i Saint Petersburg i Florida, död 18 maj 1999 i Lemoore i Kalifornien, var en amerikansk boxare.
Herring blev olympisk silvermedaljör i weltervikt i boxning vid sommarspelen 1948 i London.